# Nazionale maschile under 19 di calcio della Norvegia
La nazionale norvegese di calcio Under-19 è la rappresentativa calcistica Under-19 della Norvegia ed è posta sotto l'egida della Norges Fotballforbund. Nella gerarchia delle Nazionali calcistiche giovanili norvegesi è posta dopo la nazionale Under-18 e prima della nazionale Under-20.

## Piazzamenti agli Europei Under-19
| Anno   | Piazzamento     | G               | V               | N*              | P               | GF              | GS              |
| ------ | --------------- | --------------- | --------------- | --------------- | --------------- | --------------- | --------------- |
| 2002   | Primo turno     | 3               | 0               | 0               | 3               | 1               | 9               |
| 2003   | Primo turno     | 3               | 1               | 1               | 1               | 4               | 4               |
| 2004   | Non qualificata | Non qualificata | Non qualificata | Non qualificata | Non qualificata | Non qualificata | Non qualificata |
| 2005   | Primo turno     | 3               | 1               | 0               | 2               | 5               | 6               |
| 2006   | Non qualificata | Non qualificata | Non qualificata | Non qualificata | Non qualificata | Non qualificata | Non qualificata |
| 2007   | Non qualificata | Non qualificata | Non qualificata | Non qualificata | Non qualificata | Non qualificata | Non qualificata |
| 2008   | Non qualificata | Non qualificata | Non qualificata | Non qualificata | Non qualificata | Non qualificata | Non qualificata |
| 2009   | Non qualificata | Non qualificata | Non qualificata | Non qualificata | Non qualificata | Non qualificata | Non qualificata |
| 2010   | Non qualificata | Non qualificata | Non qualificata | Non qualificata | Non qualificata | Non qualificata | Non qualificata |
| 2011   | Non qualificata | Non qualificata | Non qualificata | Non qualificata | Non qualificata | Non qualificata | Non qualificata |
| 2012   | Non qualificata | Non qualificata | Non qualificata | Non qualificata | Non qualificata | Non qualificata | Non qualificata |
| 2013   | Non qualificata | Non qualificata | Non qualificata | Non qualificata | Non qualificata | Non qualificata | Non qualificata |
| 2014   | Non qualificata | Non qualificata | Non qualificata | Non qualificata | Non qualificata | Non qualificata | Non qualificata |
| 2015   | Non qualificata | Non qualificata | Non qualificata | Non qualificata | Non qualificata | Non qualificata | Non qualificata |
| 2016   | Non qualificata | Non qualificata | Non qualificata | Non qualificata | Non qualificata | Non qualificata | Non qualificata |
| 2017   | Non qualificata | Non qualificata | Non qualificata | Non qualificata | Non qualificata | Non qualificata | Non qualificata |
| 2018   | Primo turno     | 4               | 2               | 0               | 2               | 8               | 6               |
| 2019   | Primo turno     | 3               | 0               | 2               | 1               | 1               | 2               |
| 2020   | Non disputati   | Non disputati   | Non disputati   | Non disputati   | Non disputati   | Non disputati   | Non disputati   |
| 2021   | Non disputati   | Non disputati   | Non disputati   | Non disputati   | Non disputati   | Non disputati   | Non disputati   |
| 2022   | Non qualificata | Non qualificata | Non qualificata | Non qualificata | Non qualificata | Non qualificata | Non qualificata |
| 2023   | Semifinale      | 4               | 1               | 2               | 1               | 6               | 10              |
| 2024   | Primo turno     | 3               | 1               | 1               | 1               | 3               | 2               |
| 2025   | Primo turno     | 3               | 0               | 1               | 2               | 3               | 6               |
| Totale | 8/22            | 26              | 6               | 7               | 13              | 31              | 45              |